# Tuberaria
Tuberaria é um género botânico com 27 espécies, de plantas com flor pertencente à família Cistaceae.
É um género nativo do Oeste e Sul da Europa, onde se podem encontrar em lugares secos e pedregosos, muitas vezes perto do mar.

## Descrição
As folhas dispõem-se numa roseta na base da planta e de formato simples, ovais com 2–5 cm de comprimento e 1–2 cm de largura. As flores têm de 2–5 cm de diâmetro, com cinco pétalas, de cor amarela com una mancha vermelha na la base de cada pétala. Esta mancha vermelha actua como um chamariz para os insectos polinizadores.
Espécies de Tuberaria são utilizadas como alimento pelas larvas de algumas espécies de lepidópteros, incluindo o género Coleophora.

## Espécies seleccionadas
| - Tuberaria acuminata - Tuberaria annua - Tuberaria brevipes - Tuberaria bupleurifolia - Tuberaria colombina - Tuberaria commutata - Tuberaria discolor - Tuberaria echioides - Tuberaria gallaecica | - Tuberaria globulariaefolia - Tuberaria glomerata - Tuberaria guttata - Tuberaria inconspicua - Tuberaria lignosa - Tuberaria lipopetala - Tuberaria macrocephala - Tuberaria major - Tuberaria melastomatifolia | - Tuberaria nervosa - Tuberaria patula - Tuberaria perennis - Tuberaria plantaginea - Tuberaria praecox - Tuberaria variabilis - Tuberaria villosissima - Tuberaria viscida - Tuberaria vulgaris |

## Sinonímia
- Therocistus Holub